# IC 4242
IC 4242 је лентикуларна галаксија у сазвјежђу Ловачки пси која се налази на листи објеката дубоког неба у Индекс каталогу.
Деклинација објекта је + 31° 1' 34" а ректасцензија 13h 24m 41,1s. Привидна величина (магнитуда) објекта IC 4242 износи 15,0 а фотографска магнитуда 16,0.